# The Brooklyn Tower
The Brooklyn Tower (anteriormente conocido como 340 Flatbush Avenue Extension y más tarde como 9 DeKalb Avenue) es un rascacielos estadounidense de uso mixto construido en Brooklyn en 2023. Es la estructura más alta de Nueva York fuera de la isla de Manhattan.

## Diseño
The Brooklyn Tower incorpora el histórico Dime Bank Building, proyectado por los arquitectos Mowbray y Uffinger. El nuevo edificio esta revestido en piedra, bronce y acero inoxidable. Los arquitectos diseñadores de SHoP han afirmado que la compañía se inspiró en el Dime Bank Building y que las características verticales del edificio que reflejan las columnas del banco.

### Uso
El edificio comprende aproximadamente 150 condominios y 425 apartamentos, y las residencias son de aproximadamente 43.292 metros cuadrados. Hay 13.006 metros cuadrados de espacio comercial, incluido una terraza al aire libre. Las unidades habitables están proyectadas para ser alquiladas y los desarrolladores han requerido facilidades fiscales a través el programa de exención fiscal 421 del estado en el 2015.

## Galería

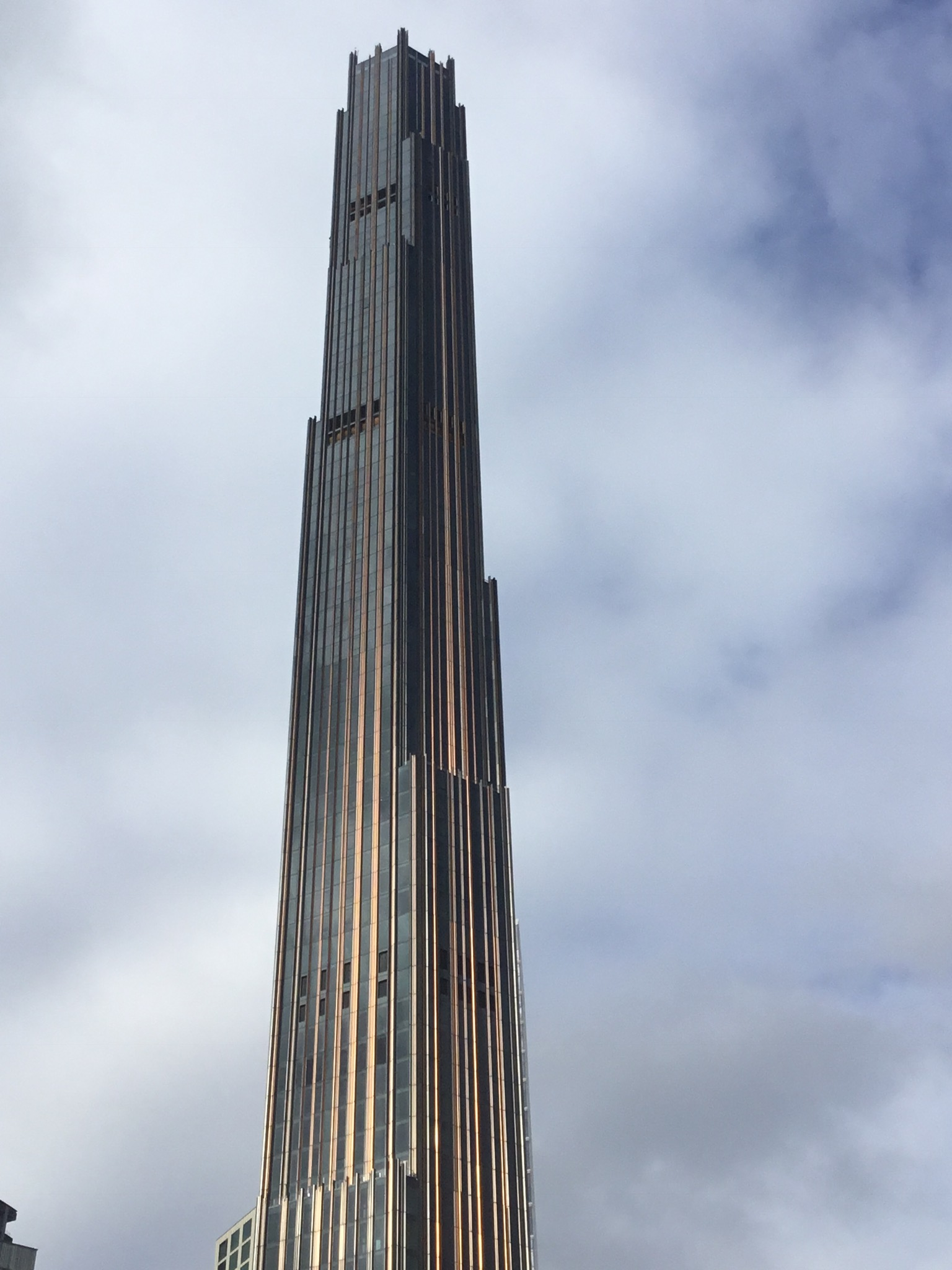
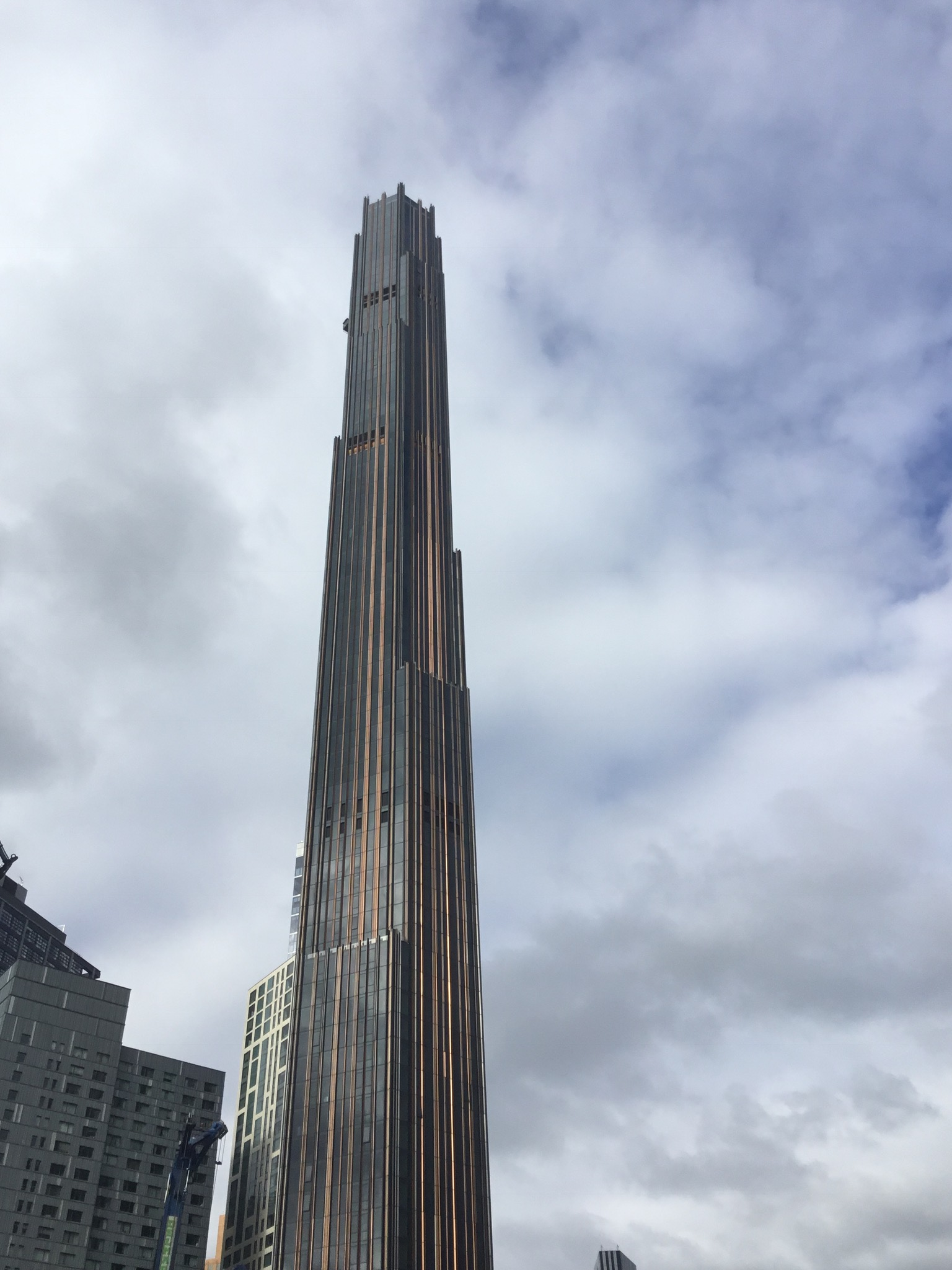
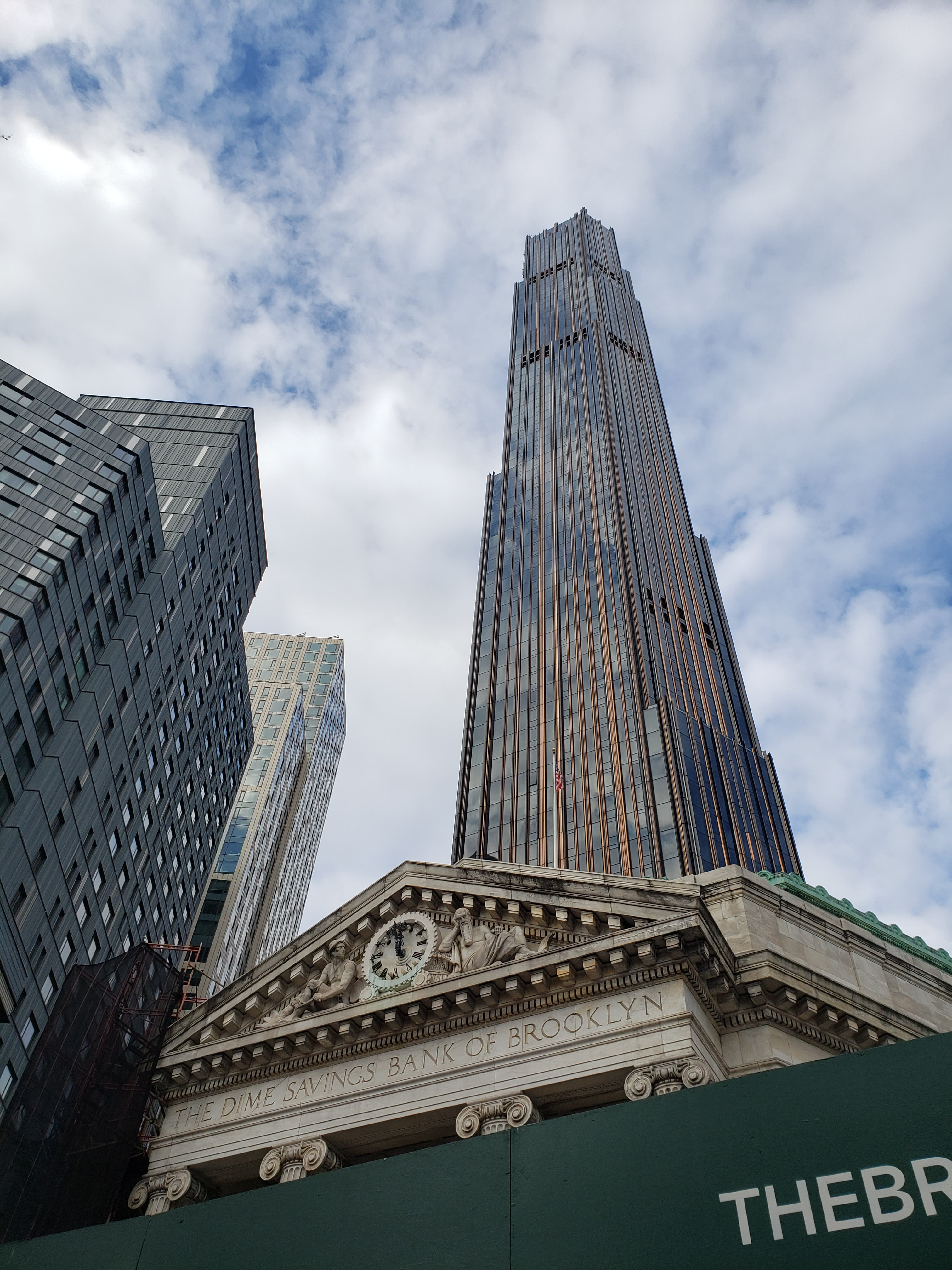
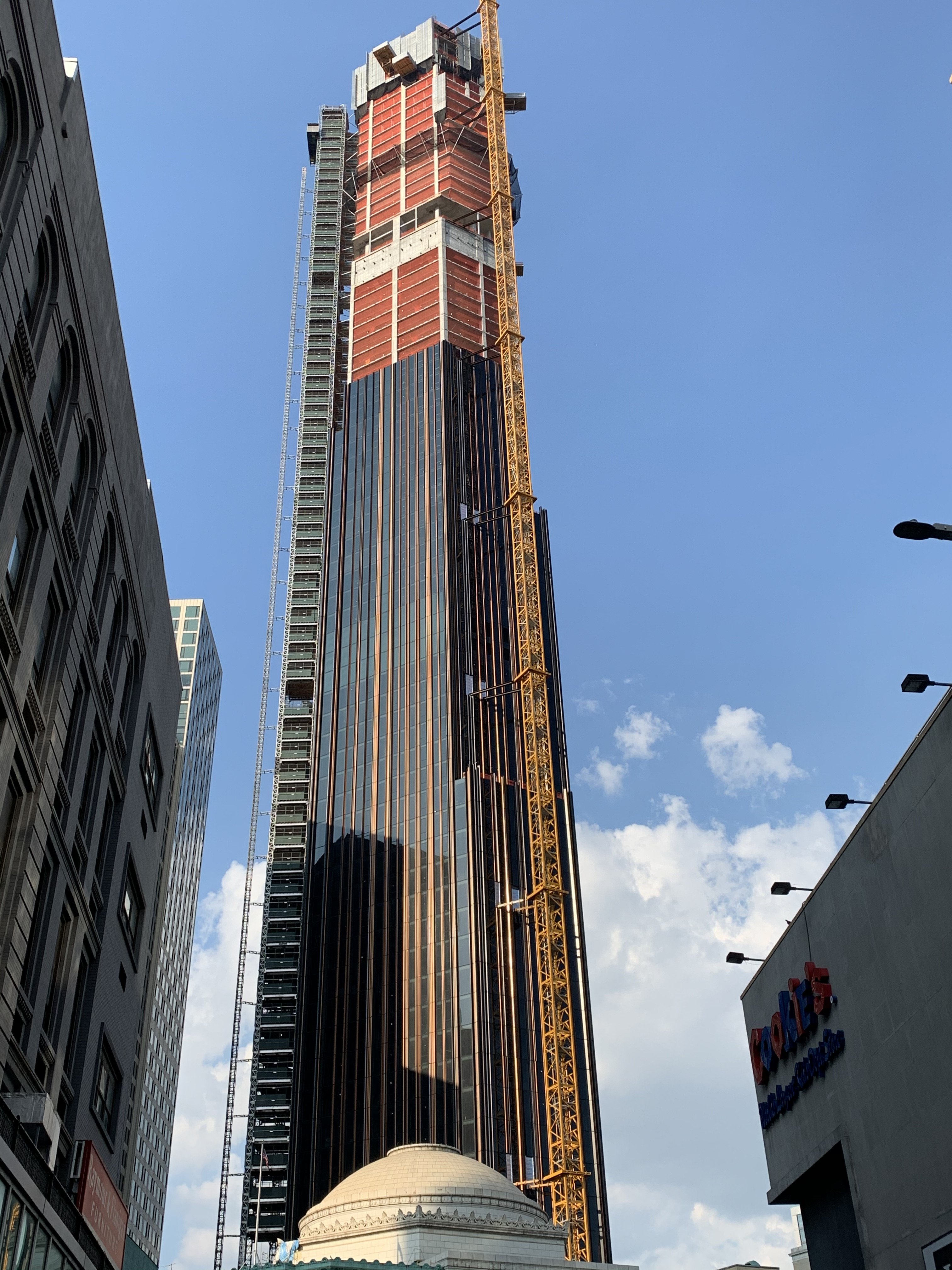
Estado de la construcción en agosto de 2021